# Thamnomanes saturninus
Thamnomanes saturninus là một loài chim trong họ Thamnophilidae.